# Zdislovas Truskauskas
Zdislovas Truskauskas (* 26. Januar 1948 in Rūgšteliškis, Wolost Tauragnai, jetzt Rajongemeinde Utena; † 31. August 2011) war ein litauischer Forstbeamter und Politiker, Vizeminister, stellvertretender Forstwirtschaftsminister Litauens.

## Leben
1966 absolvierte Truskauskas das Forsttechnikum Kaunas in Girionys und 1979    das Diplomstudium des Forstingenieurwesens an der Fakultät für Forstwirtschaft an der Lietuvos žemės ūkio akademija.  Von 1971 bis 1973 leistete er den Pflichtdienst bei der Sowjetarmee.
Ab 1966 arbeitete er im Unternehmen „Miško projektas“ als Techniker und ab 1969 am Forstwirtschaftsministerium Litauens. Von 1974 bis 1991 war er dort Ingenieur, Oberingenieur und leitender Ingenieur.
Von 1991 bis 1993 leitete er eine Unterabteilung des Ministeriums. Von 1993 bis 1994 war er stellvertretender Forstwirtschaftsminister Litauens und ab 1997 stellvertretender Generalforstmeister im Generalforstamt am Umweltministerium Litauens. Von 2006 bis 2008 war er Vizeminister der Umwelt.
Er war Präsidiumsmitglied von Lietuvos miškininkų sąjunga.

## Auszeichnung
- 2008:  Orden für Verdienste um Litauen, Riterio kryžius